# Константиновский сельсовет (Воскресенский район)
Константиновский сельсовет — упразднённая административно-территориальная единица, существовавшая на территории Московской губернии и Московской области до 1954 года.
Константиновский сельсовет был образован в первые годы советской власти. По данным 1919 года он входил в состав Спасской волости Бронницкого уезда Московской губернии.
По данным 1926 года в состав сельсовета входил 1 населённый пункт — село Константиново.
В 1929 году Константиновский с/с был отнесён к Воскресенскому району Коломенского округа Московской области.
17 июля 1939 года к Константиновскому с/с был присоединён Городищенский с/с.
14 июня 1954 года Константиновский с/с был упразднён, а все его территория передана в Гостиловский с/с.